# Lozanne
Lozanne è un comune francese di 2 398 abitanti situato nel dipartimento del Rodano della regione Alvernia-Rodano-Alpi.
Il suo territorio è bagnato dal fiume Azergues, che ivi riceve le acque del suo affluente, la Brévenne.

## Società

### Evoluzione demografica
Abitanti censiti